# 明潭發電廠水里機組
明潭發電廠水里機組，全名為臺灣電力股份有限公司明潭發電廠水里機組，簡稱為水里電廠或水里機組，是臺灣電力公司明潭發電廠所管理的一座小型川流式水力發電廠，位於南投縣水里鄉車埕村明潭下池水庫的水里壩下游右側。

## 沿革
明潭發電廠水里機組是臺灣電力公司為配合1985年明潭抽蓄水力發電工程明潭下池水庫而興建之小型水力發電廠。發電廠於1992年9月完工商轉供電。

## 設施
水里機組是利用明潭下池之水里溪與頭社溪天然逕流量發電，採川流式發電，發電量僅依天然逕流量而定。取水口位於明潭下池水庫水里壩的壩體旁，設置橋式吊門機直提式閘門一座，取水供水里機組使用，壓力鋼管直接進入電廠內。廠內裝置有1.275萬千瓦（12,750KW、12.75MW）的豎軸法蘭西斯式水輪發電機組1部，設計水頭39公尺，屬慣常機組，年發電量近5千萬度左右。

### 機組
| 名稱   | 發電機型號                     | 水輪機型號                         | 機組數量 | 發電方式 | 有效落差（公尺） | 單一機組用水量（CMS） | 容量（MW） | 位置         | 商轉日期     | 狀態   |
| ------ | ------------------------------ | ---------------------------------- | -------- | -------- | ---------------- | --------------------- | ---------- | ------------ | ------------ | ------ |
| 一號機 | 日本富士電機製交流式同步發電機 | 臺灣遠東機械製豎軸法蘭西斯式水輪機 | 1        | 川流式   | 39公尺           | 37.50CMS              | 12.75MW    | 南投縣水里鄉 | 1992年9月7日 | 商轉中 |

### 管理
- 電廠名稱：明潭發電廠水里機組
- 管理單位：臺灣電力公司明潭發電廠
- 廠內編制：

### 設施
- 廠房類型：半地下式
- 取水來源：水里溪、頭社溪
- 壓力鋼管：兩條

## 圖集

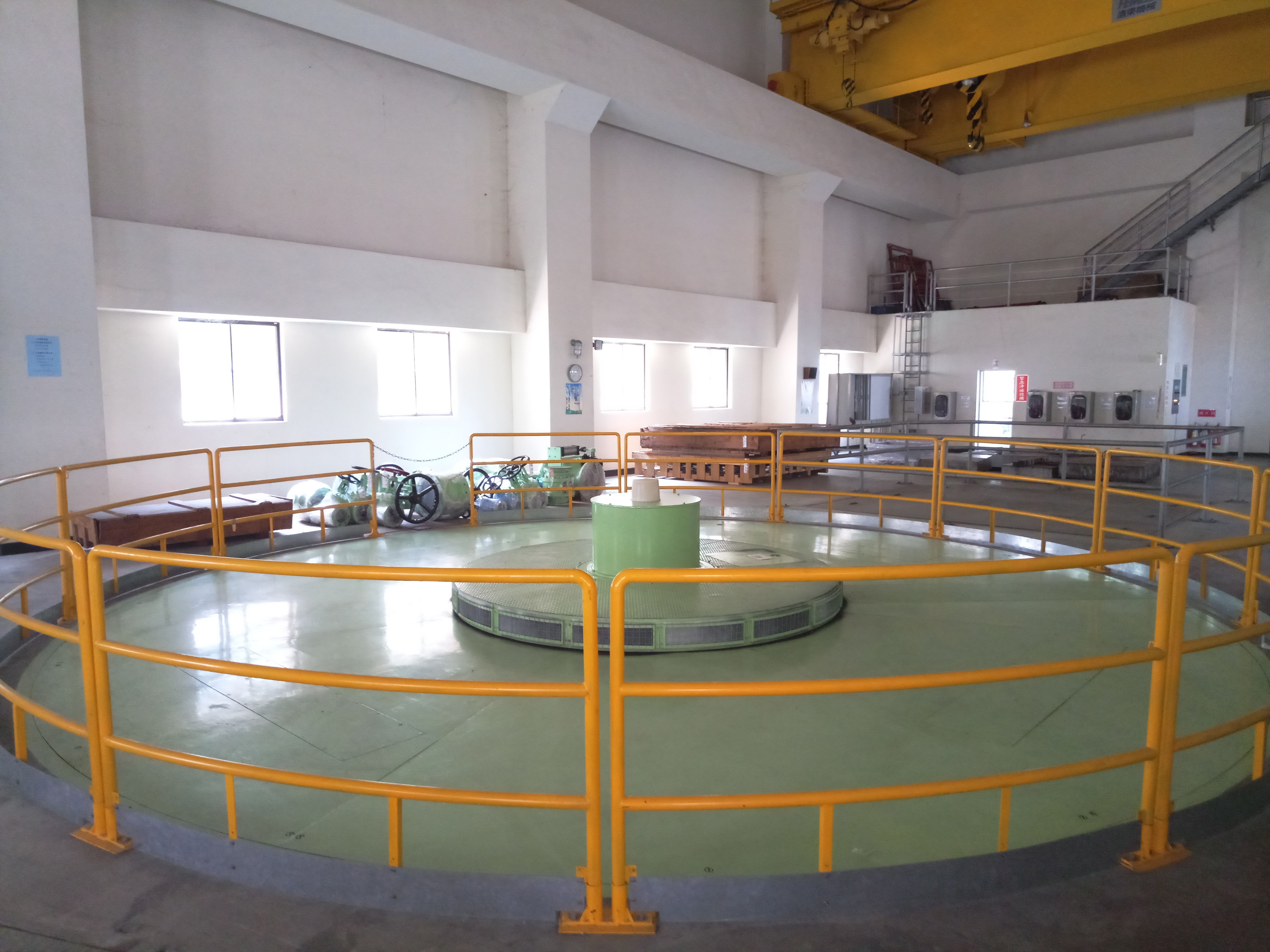
水里機組發電機組頂蓋，發電機轉子便在頂蓋正下方，而頂蓋上裝有運轉指示燈
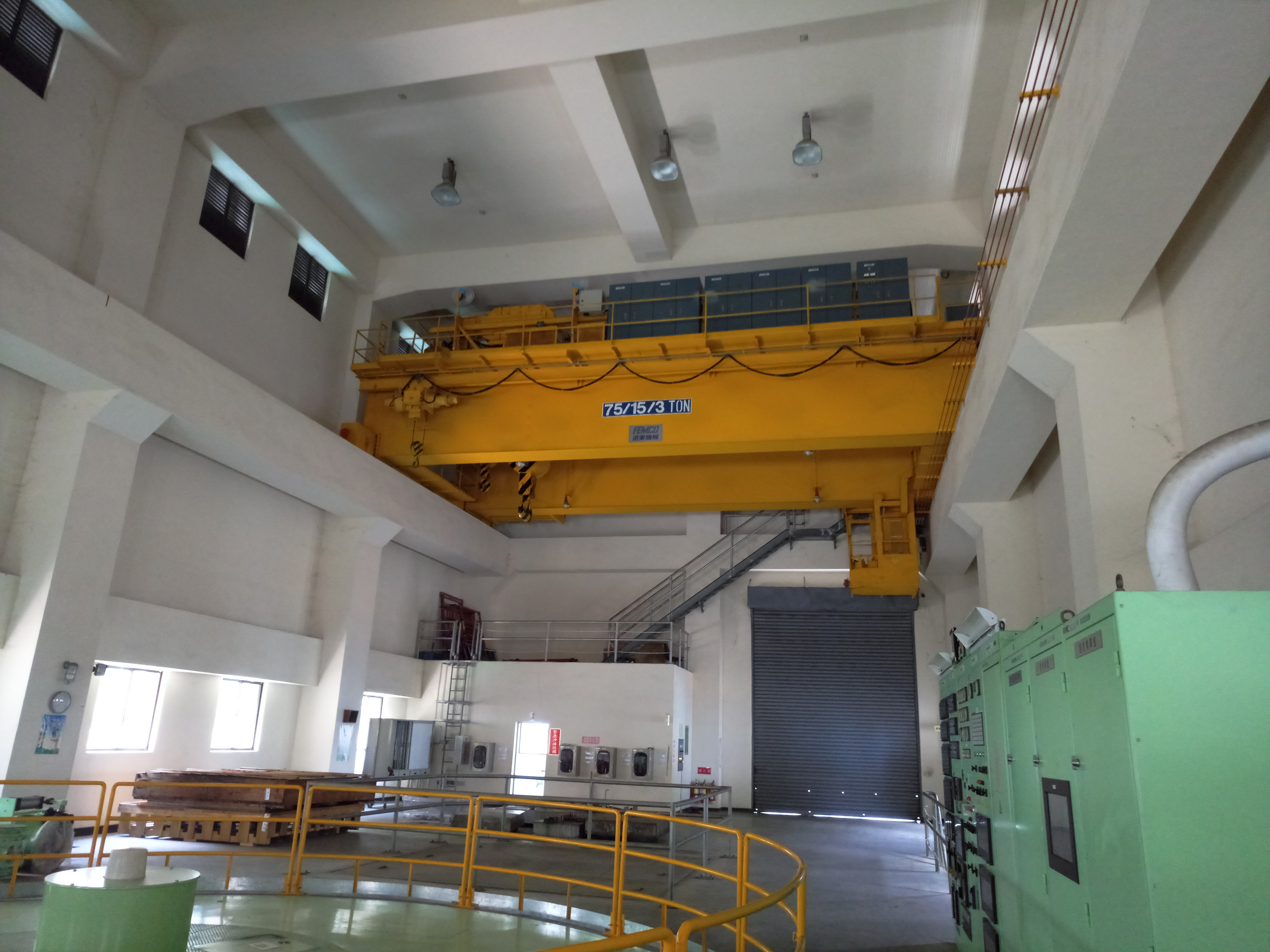
水里機組廠房起重機，發電機組大修時可將發電機轉子吊起
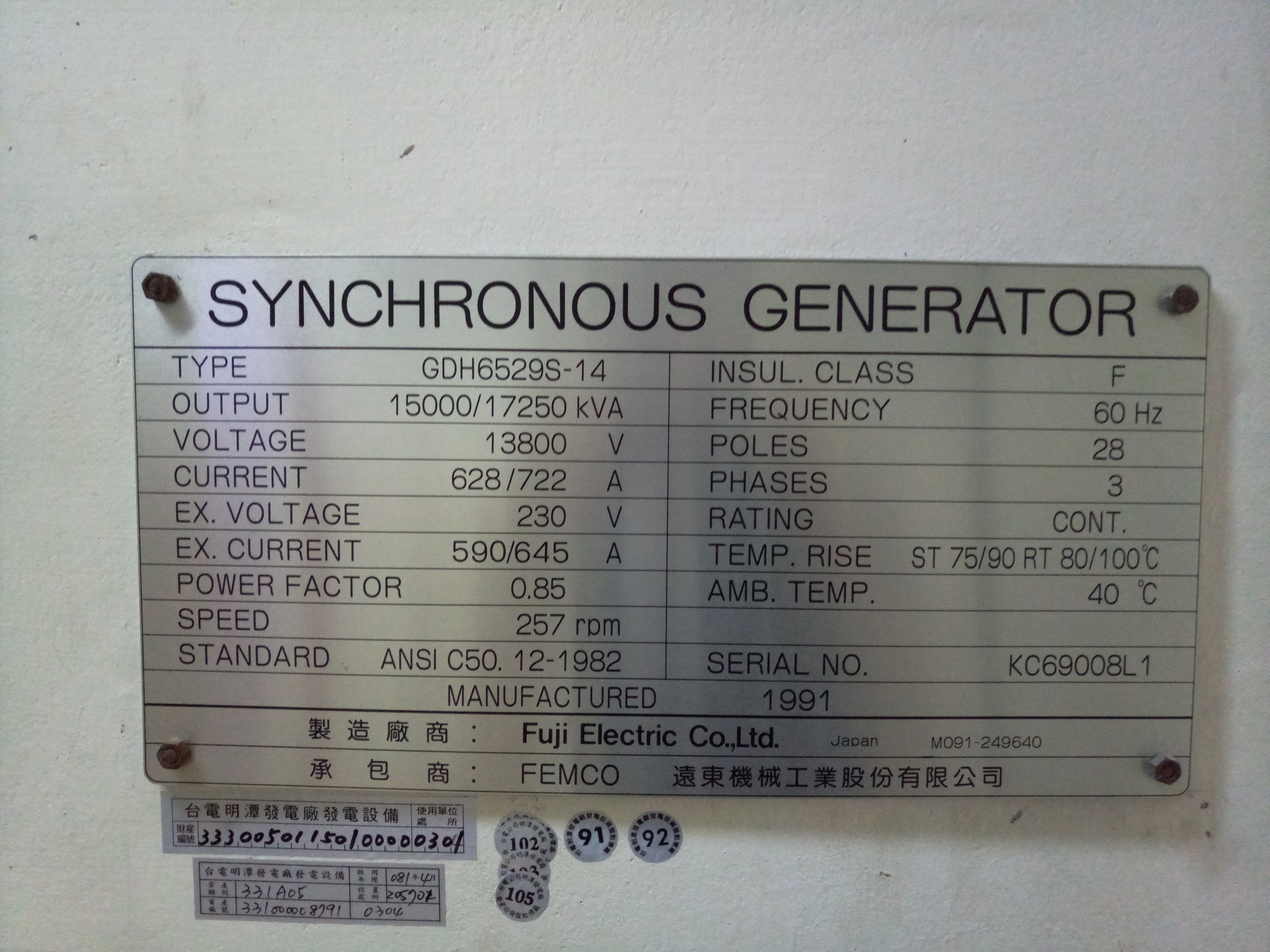
水里機組發電機銘板，日本富士電機製造，臺灣遠東機械安裝。
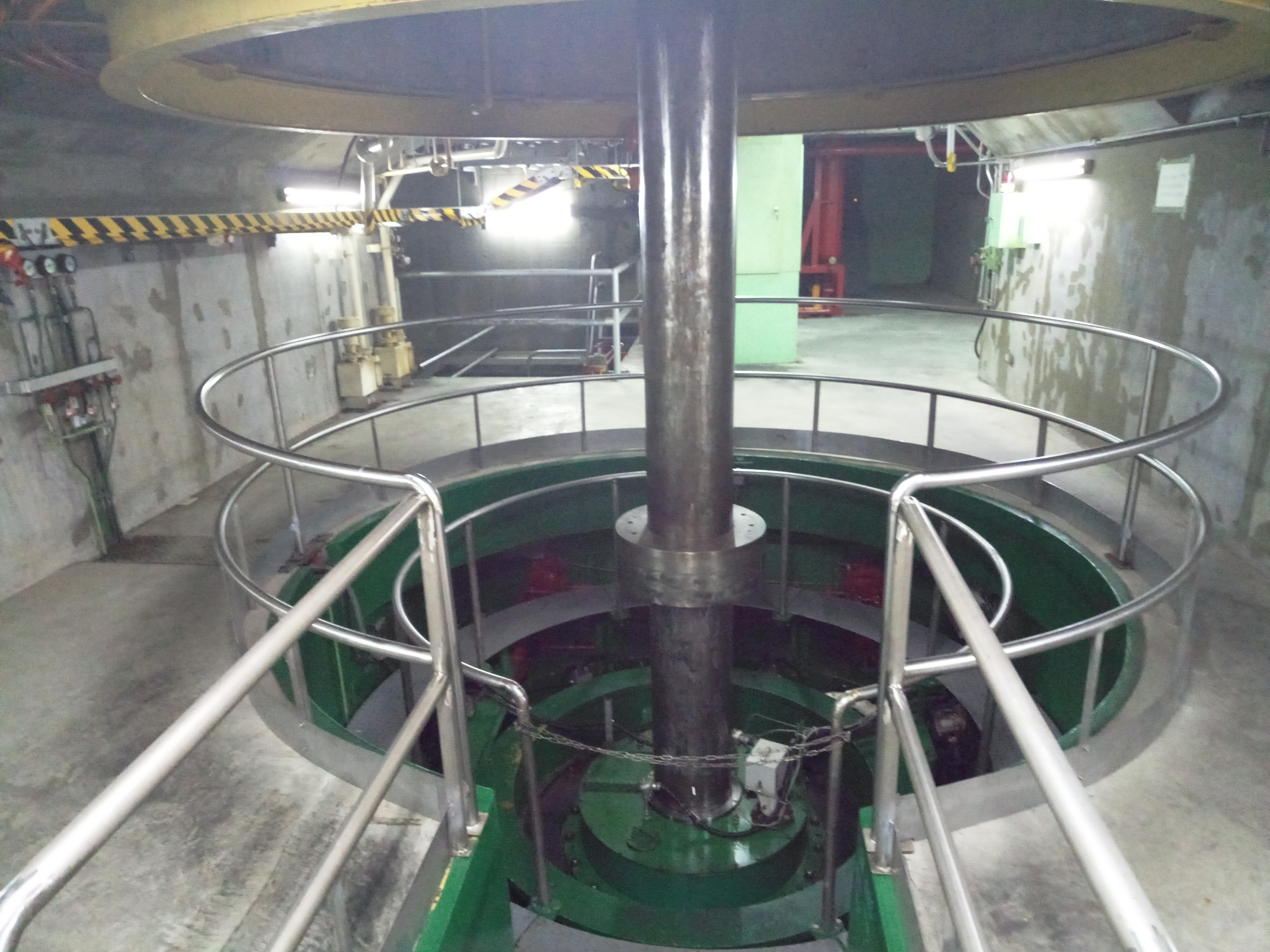
水里機組水車室，下方為水輪，上方為發電機
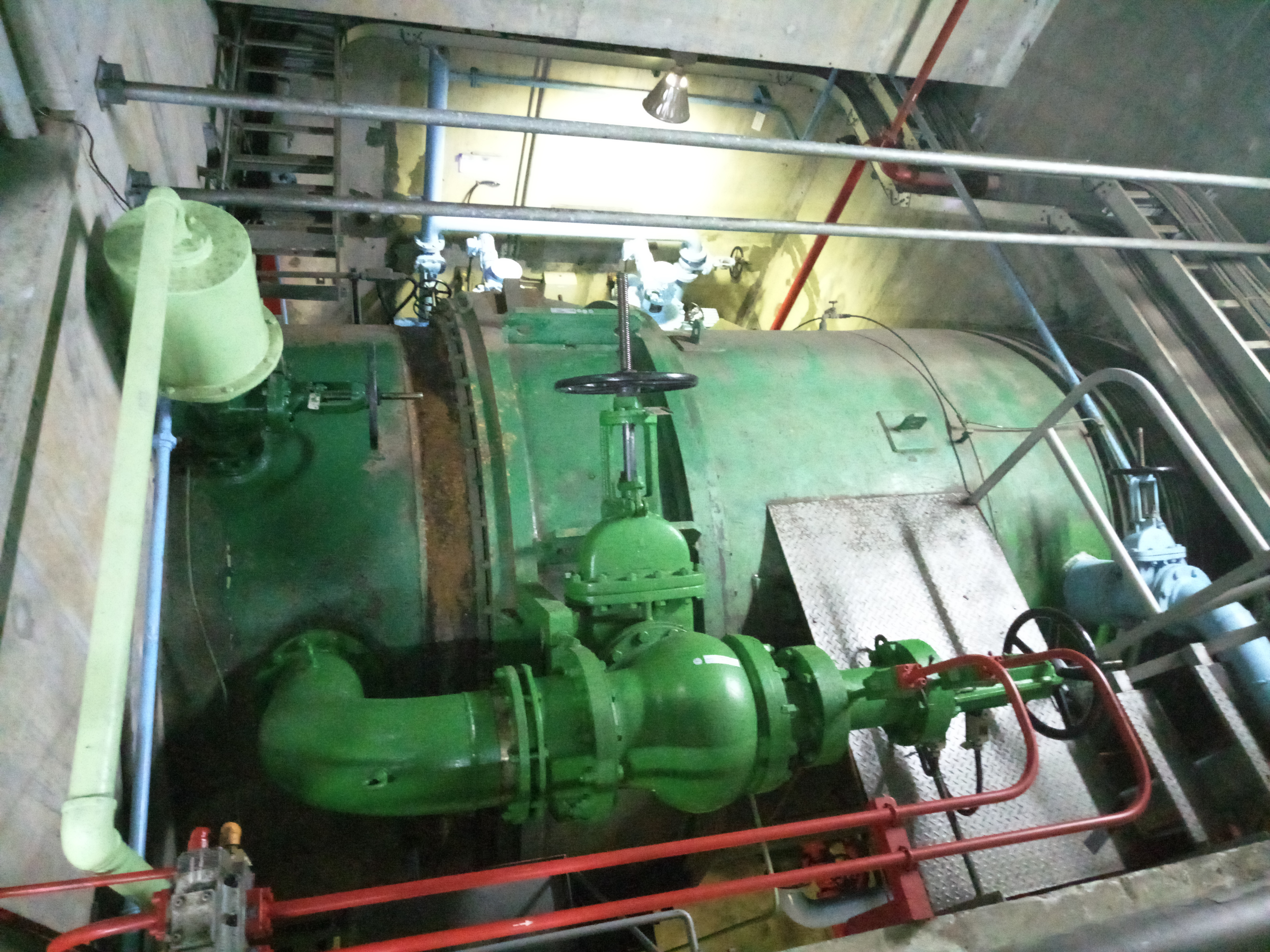
水里機組主閥
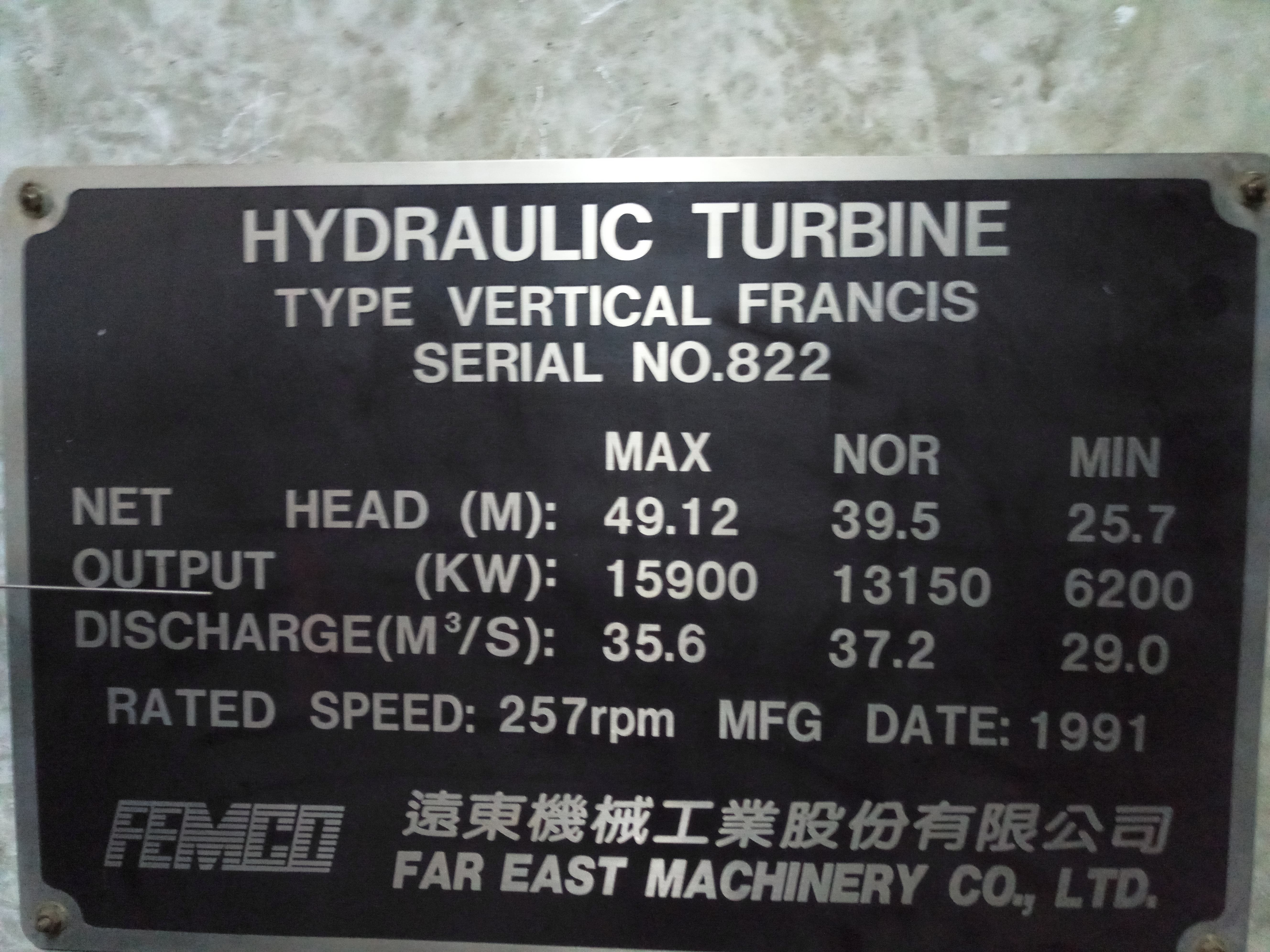
水里機組水輪機銘板，臺灣遠東機械承製
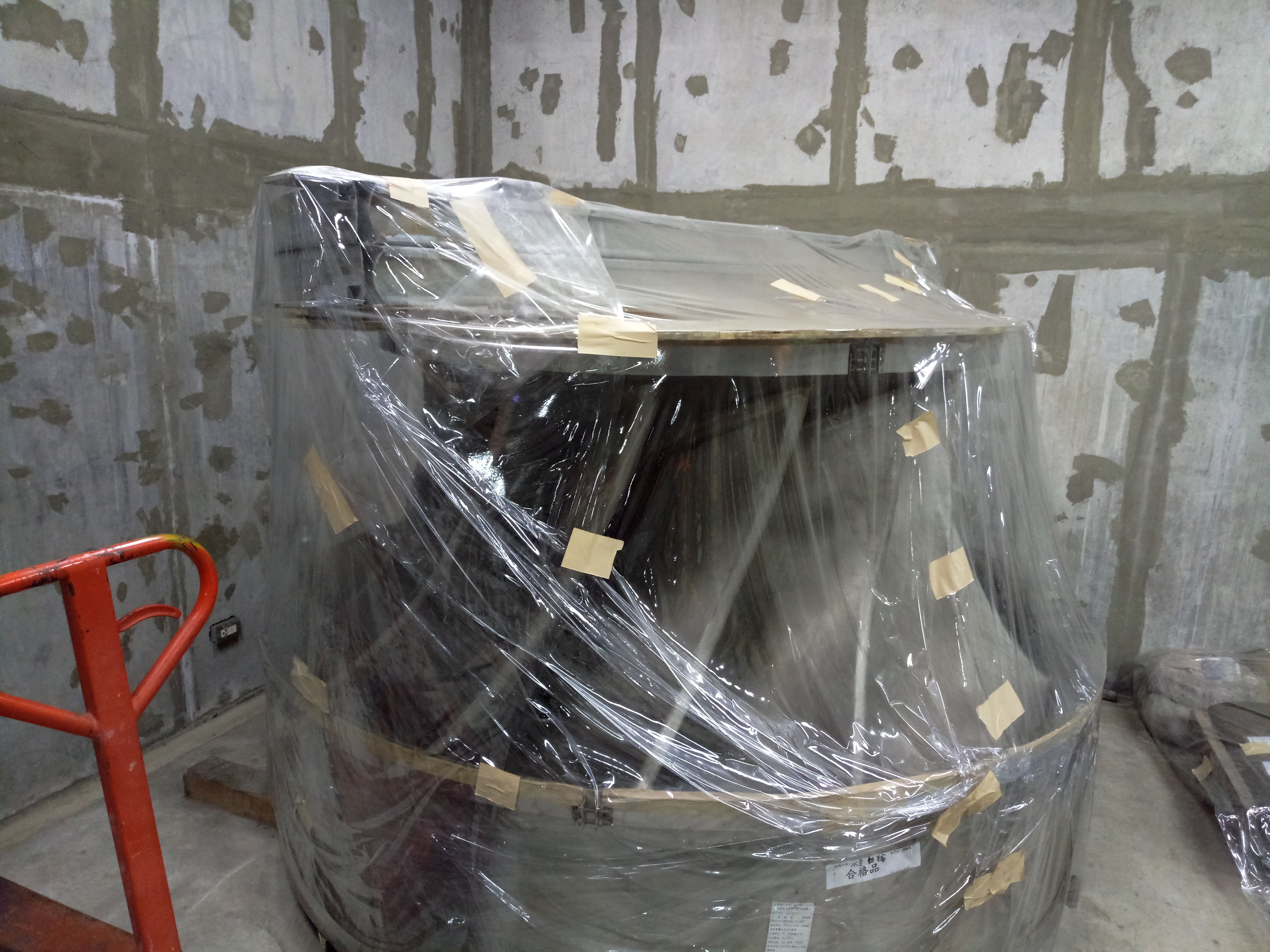
水里機組水輪機動輪備品，典型的法蘭西斯式水輪機動輪
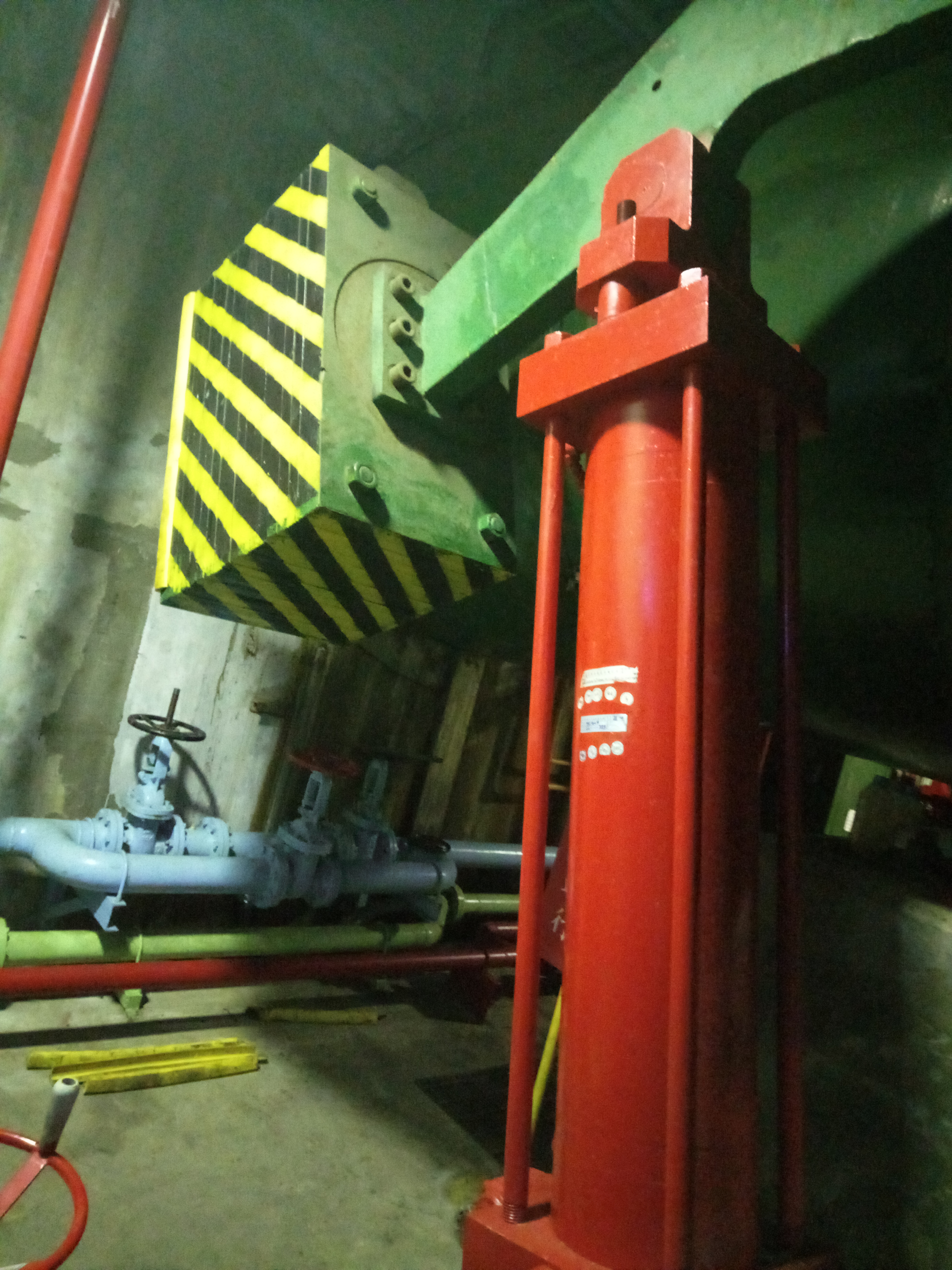
水里機組主閥重槌，當停止發電時為垂下狀態
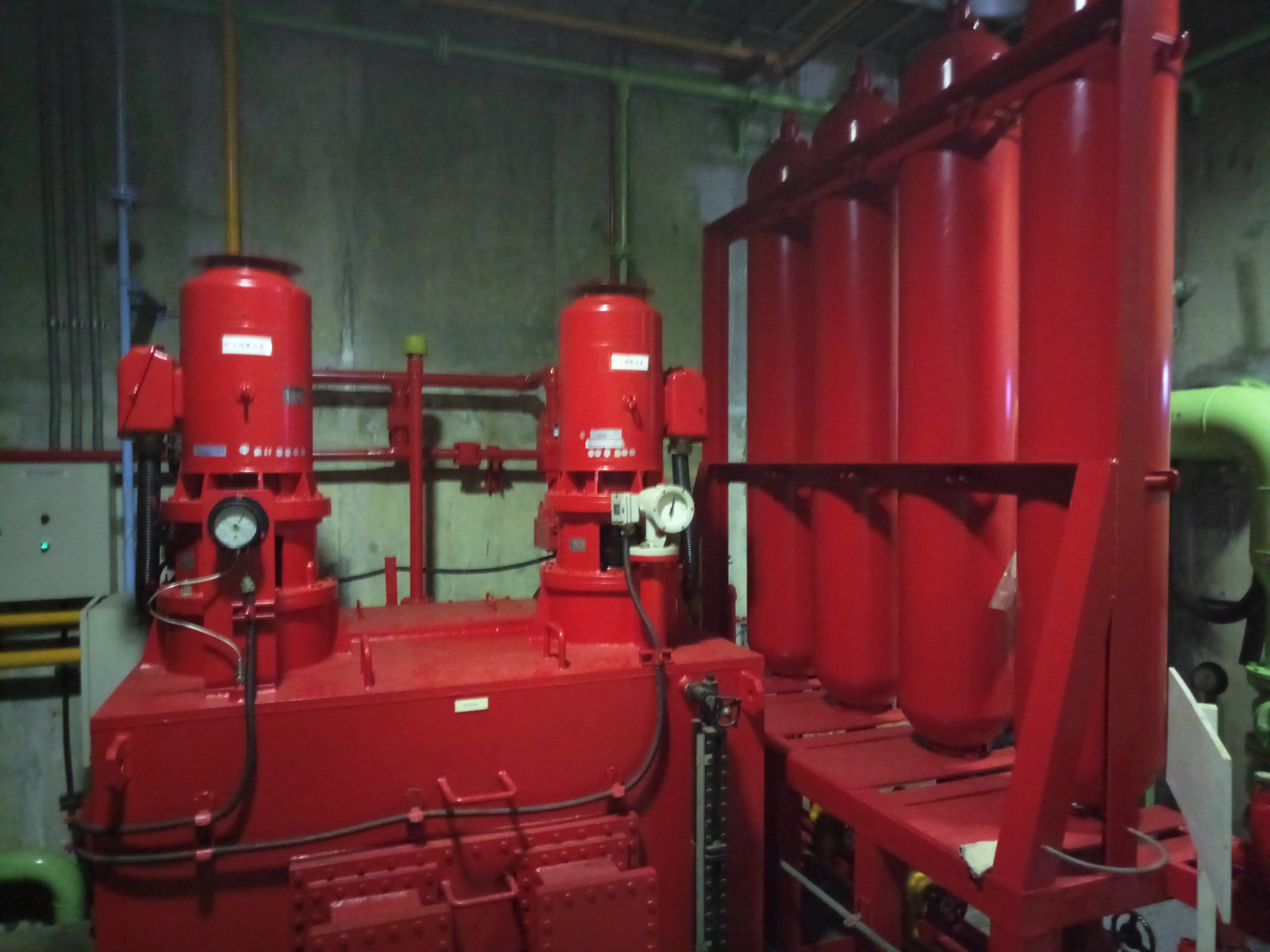
水里機組壓油系統，控制水輪機導翼開度及主閥開關等系統
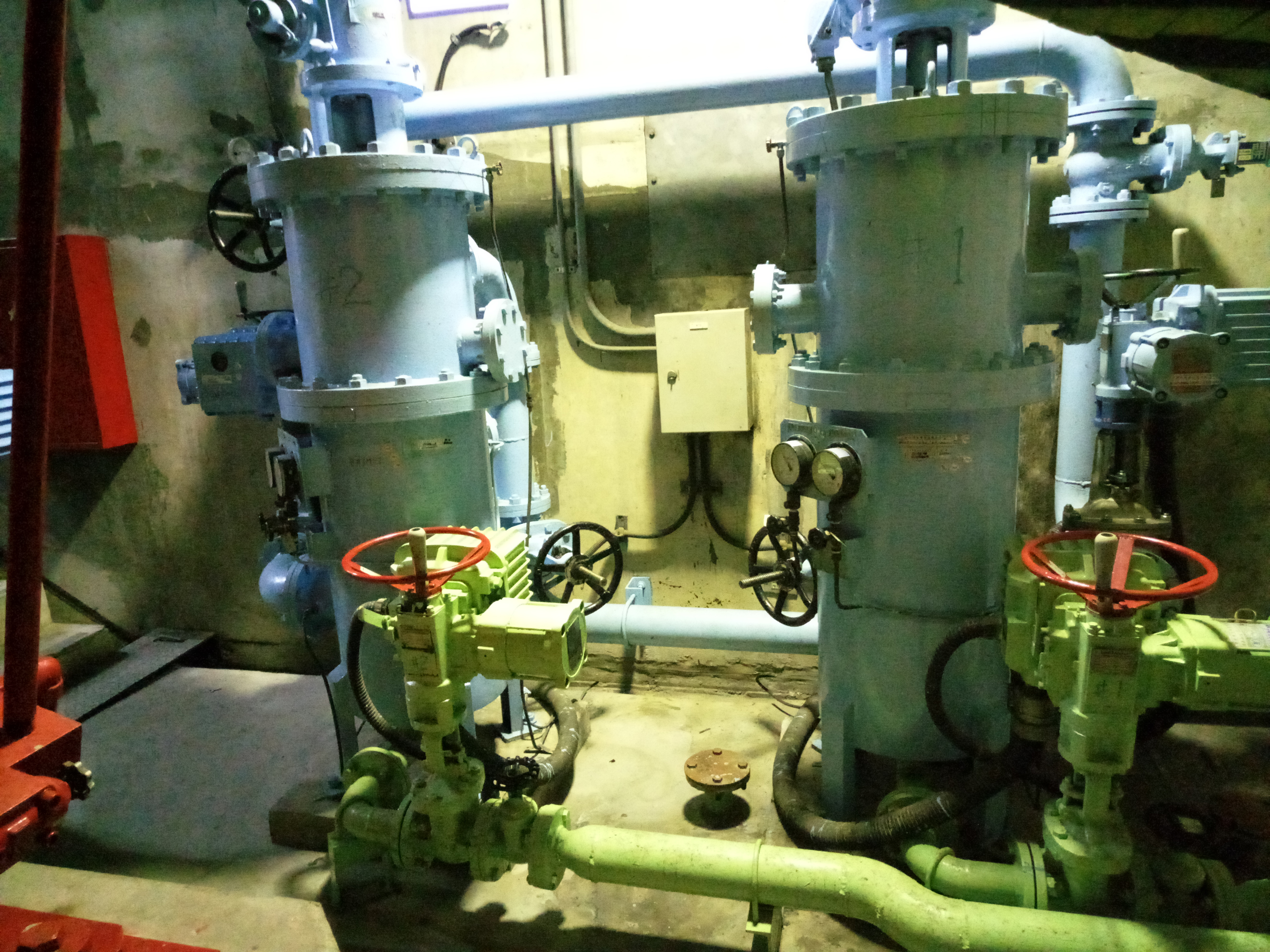
水里機組冷卻水系統，冷卻發電機軸承溫度
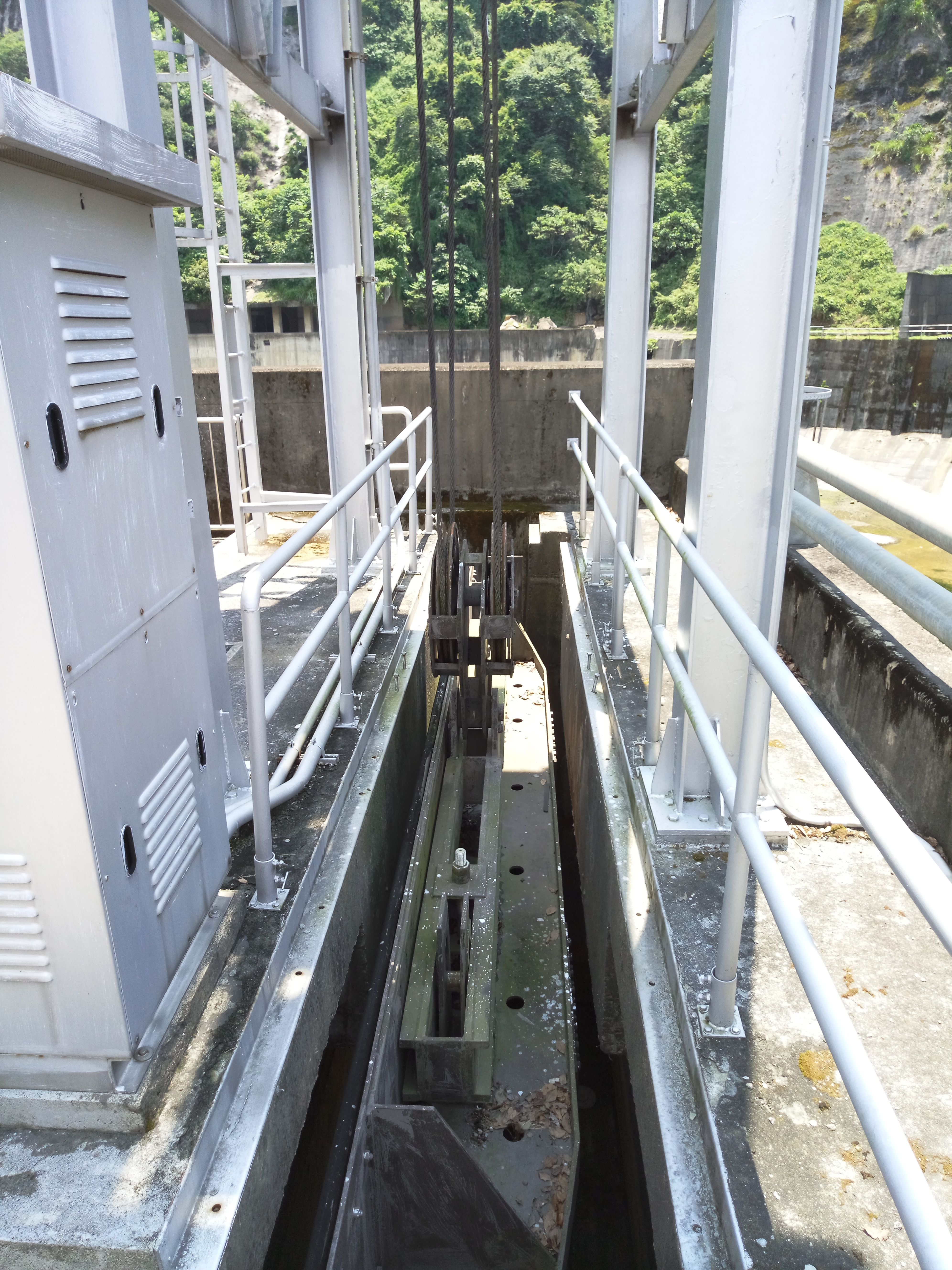
水里機組發電尾水閘門，未發電時為關下狀態，發電後尾水排放回水里溪

## 腳註
1. ↑  明潭發電廠 的存檔，存档日期2013-12-26.
2. ↑  .   [2014-06-26]. （原始内容存档于2016-03-04）.
3. 1 2   (PDF).   [2014-06-26]. （原始内容存档 (PDF)于2014-01-03）.
4. ↑  .   [2014-06-26]. （原始内容存档于2019-05-20）.
5. ↑   (PDF).   [2014-06-26]. （原始内容存档 (PDF)于2013-12-26）.
6. ↑  .   [2014-06-26]. （原始内容存档于2016-03-04）.